# Léon de Somzée
Léon Mathieu Henri de Somzée (Luik, 31 januari 1837 - Spa, 23 augustus 1901) was een Belgisch volksvertegenwoordiger.

## Levensloop
Léon de Somzée (eigenlijk Somzée zonder 'de') was een zoon van de borstelfabrikant Jean Somzée en van Anna Willeaume. Hij trouwde met Virginie d'Andelin.
Hij promoveerde tot mijningenieur (1862) aan de Universiteit Luik. Hij doorliep een succesvolle carrière, die vooral verband hield met de opkomende exploitatie van gas:
- ingenieur bij de koolmijn Caroline van John Cockerill (1862),
- industriële zending in Spanje, Portugal en Italië (1862-1863),
- algemeen directeur van de gasfabrieken in Italië (1864-1867),
- hoofdingenieur van de Compagnie pour l'Eclairage et le Chauffage par le Gaz (1867-1871),
- directeur van de Brusselse gasfabrieken (-1886).

Hij was verder ook nog hoofdredacteur van het tijdschrift Le Gaz Belge en consul-generaal van Costa Rica in Brussel.
Op 10 juni 1884 werd hij verkozen tot volksvertegenwoordiger voor het arrondissement Brussel. Hij vervulde dit mandaat tot in 1892. Hij werd opnieuw verkozen in juli 1896 en bleef het mandaat uitoefenen tot in 1900. Tijdens zijn eerste mandaat stond hij vermeld als 'onafhankelijk'. Tijdens zijn tweede mandaat behoorde hij tot de katholieke partij. Hij was ook gemeenteraadslid van Schaarbeek en provincieraadslid in Brabant.
Vooral vanaf 1870 werd hij bestuurder in heel wat vennootschappen, waarvan de meesten met gas en verlichting te maken hadden:
- Société Dehaynin et Compagnie,
- Charbonnages Réunis pour l'Est de Liège,
- Société pour l'Eclairage par le Gaz du Bassin Houiller de Mons,
- Compagnie générale des Chemins de Fer secondaires,
- Belgo-Allemande des Phosphates de la Lahn,
- Société d'Eclairage du Centre,
- Société Générale de Borax,
- Crédit National Industriel,
- Belgo-Néerlandaise d'Aluminium (voorzitter),
- Société Générale Internationale d'Eclairage,
- Société d'Eclairage de Menin-Halluin-Wervicq,
- Société pour l'Incandescence par le Gaz en Italie,
- Société des Pétroles de Grosny (Rusland),
- Compagnie de Gaz de Porto,
- Société Impériale Ottomane d'Eclairege (voorzitter),
- Compagnie Houillère et Métallurgique du Nord-Est du Donetz,
- Société Métallurgique de l'Aluminium.

Hij was ook nog:
- voorzitter van de Koninklijke Belgische Vereniging van ingenieurs en industriëlen (1898-1900),
- lid van de Academia Goenia, Catania (Sicilië),
- stichtend voorzitter van het grote internationaal concours voor wetenschappen en industrie,
- erelid van de Koninklijke Vereniging voor Archeologie in Brussel.

## Collectie
De Somzée was een aanzienlijk collectioneur. Hij had onder meer heel wat verzameld tijdens zijn verblijf in Italië. In 1904 verkochten zijn erfgenamen de volledige collectie, om uit onverdeeldheid te treden. Een uitgebreide catalogus werd gepubliceerd, onder de titel:
- Catalogue des Monuments d'Art Antique, statues de marbre et de bronze Grecques et Romaines, statuettes de Tanagra, curiosités Egyptiennes, Tableaux Anciens et Cassones, Tapisseries, Broderies, Faiences, Bois sculptés composant la vente aux enchères de la collection de Somzée, à Bruxelles, le mardi 24 mai 1904.

Een aantal van de toen verkochte werken bevindt zich thans in grote musea, zowat overal in de wereld. Een aanzienlijk deel van de antieke beelden en voorwerpen werd, dankzij een bijzondere toelage, aangekocht door de Belgische staat. Hieronder bevond zich het grote bronzen beeld van Septimus Severus en een aantal marmeren beelden. Hiermee kon een volledig nieuwe sectie worden georganiseerd in het Museum van het Jubelpark.

## Publicaties
- Voie de communication sous-marine entre l'Angleterre et la France. Projet, Brussel, 1878.
- L'usine à Gaz de la ville de Bruxelles, Parijs, 1879.
- Les dégagements de grisou. Étude sur les moyens de les combattre et d'en réduire les effets, Brussel, 1892.
- Une condition "sine qua non" de la reprise du Congo, Brussel, 1895.
- Étude sur les moyens de prévenir les collisions en mer. État actuel de la question, Parijs, 1899
- Chemin de fer pour de grandes vitesses, Brussel, 1900